# Club de Deportes Aviación
El Club de Deportes Aviación fue un club de fútbol de Chile, con sede en la ciudad de Santiago, administrado por la Fuerza Aérea de Chile. Fue fundado el 12 de diciembre de 1957 y jugaba en la Segunda División de Chile, hasta su desaparición definitiva el 25 de enero de 1982.

## Historia
Fue fundado el 12 de diciembre de 1957 como Club Deportivo Aviación y su administración perteneció a la Fuerza Aérea de Chile. El club ingresó al Campeonato Regional de la Zona Central, torneo que obtuvo en el año 1971, y con lo cual el club solicitó a la Asociación Central de Fútbol (ACF) su ingreso a Segunda División, petición que también formularon Trasandino y Badminton. Al lograr Aviación los votos necesarios para pasar a integrar el fútbol profesional de Chile, participó en el campeonato nacional de Segunda División de 1972, en donde finalizó en la octava posición. Su primera victoria profesional fue ante Deportes Ovalle, al que derrotó por 1:0.
En 1973, con un plantel conformado en su gran mayoría por funcionarios de la Fuerza Aérea, el club finalizó como puntero y en forma invicta de la primera rueda del campeonato de Segunda División, sumando 21 puntos de 26 posibles, tras completar ocho triunfos y cinco empates. Finalmente, en la segunda rueda y tras disputar palmo a palmo la punta del torneo con Ñublense, Aviación se consagró campeón, con 38 unidades en total, luego de igualar 1-1 con Coquimbo Unido.
En Primera División, ya con el nombre modificado a Club de Deportes Aviación, alcanzó a estar durante siete años, posicionándose generalmente en la medianía de la tabla, hasta que descendió en el campeonato nacional de 1980. Al año siguiente, terminó en la tercera posición del campeonato de Segunda División, lo cual le daba derecho al ascenso; sin embargo, el club entró en un receso indefinido y fue disuelto el 25 de enero de 1982 por decisión del alto mando de la Fuerza Aérea, ya que, frente a la crisis económica de ese año, le era inviable a la institución mantener un club de fútbol.

## Uniforme

### Uniforme titular
| 1976 | 1977-79 |

### Uniforme alternativo
| 1973 |

## Datos del club
- Temporadas en Primera División: 7 (1974-1980).
- Temporadas en Segunda División: 3 (1972-1973, 1981).
- Temporadas en Regional Central: 14 (1958-1971)
- Mayor goleada conseguida:
  - En campeonatos nacionales: 6-2 a Coquimbo Unido, el 28 de octubre de 1979.[9]
- Mayor goleada recibida:
  - En campeonatos nacionales: 0-6 de Huachipato, el 10 de septiembre de 1975,[10] y de Universidad de Chile, el 27 de junio de 1976.[11]
- Mejor puesto en Primera División: 8° (1977 y 1978).
- Peor puesto en Primera División: 17º (1975).
- Máximo goleador: Ricardo Fabbiani (61 goles).

## Jugadores
Uno de sus principales referentes fue el portero Roberto Rojas, formado en las divisiones inferiores del club y que, tras su disolución, fue contratado por Colo-Colo.

## Entrenadores

### Cronología
| - Arturo Quiroz (1972-1975) - Carlos Contreras (1975-1976) - Sergio Navarro (1976) - Hernán Carrasco (1977-1980) - Isaac Carrasco (1981) |

## Palmarés

### Torneos regionales
- Campeonato Regional de la Zona Central (1): 1971[2]
- Segunda División del Regional Central (1): 1966[2]

### Torneos nacionales
- Segunda División de Chile (1): 1973
- Campeonato de Apertura de la Segunda División de Chile (1): 1973

### Torneos amistosos internacionales
- Copa Ciudad de La Serena (1): 1980.